# Sirens of the Sea Remixed
Sirens of the Sea Remixed è un album discografico di remix del gruppo musicale britannico Above & Beyond, pubblicato l'8 giugno 2009 a nome Above & Beyond presents OceanLab.

## Tracce

### CD 1
1. If I Could Fly (Jaytech Remix) – 7:13
2. Come Home (Michael Cassette Remix) – 7:52
3. On the Beach (Andy Duguid Remix) – 7:55
4. Lonely Girl (Gareth Emery Remix) – 7:48
5. On a Good Day (Above & Beyond Club Mix) – 7:50
6. I Am What I Am (Lange Remix) – 8:42
7. Breaking Ties (Above & Beyond Analogue Haven Mix) – 8:03
8. Miracle (Above & Beyond Club Mix) – 7:37
9. Ashes (Oliver Smith Remix) – 7:22
10. Sirens of the Sea (Above & Beyond Club Mix) – 7:54

### CD 2
1. Secret (Andrew Bayer Remix) – 8:20
2. Just Listen (Myon & Shane 54 Remix) – 8:20
3. On a Good Day (16 Bit Lolitas Remix) – 7:30
4. Miracle (Michael Cassette Remix) – 8:29
5. Sirens of the Sea (Sonorous Remix) – 7:30
6. Breaking Ties (Duderstadt Vocal Remix) – 7:39
7. Satellite (Original Above & Beyond Mix) – 7:27
8. Sky Falls Down (Armin van Buuren Remix) – 7:34
9. Clear Blue Water (Ferry Corsten Remix) – 7:18
10. Beautiful Together (Signum Remix) – 8:13
11. Lonely Girl (Ronski Speed Remix) [Bonus Track] – 9:20
12. On a Good Day (Daniel Kandi Mix) [Bonus Track] – 7:22
13. Breaking Ties (Jaytech vs. James Grant Mix) [Bonus Track] – 7:56
14. Miracle (Martin Roth Remix) [Bonus Track] – 8:58
15. Sirens of the Sea (Cosmic Gate Vocal Mix) [Bonus Track] – 9:19